# Arbeit macht frei
«Arbeit macht frei» — фраза на немецком языке, звучит как «А́рбайт махт фрай», что в переводе означает «Труд делает свободным», «Труд освобождает» или «Работа освобождает».

## Происхождение
«Arbeit macht frei» — заголовок романа немецкого писателя-националиста Лоренца Дифенбаха, вышедшего в Вене в 1872 году. Фраза со временем стала популярной в националистических кругах. Она также пародировала средневековое выражение нем. «Stadtluft macht frei» («Городской воздух освобождает» — обычай, по которому крепостной крестьянин, проживший в городе достаточно долго, становится свободным). Возможно, это парафраз евангельской цитаты «Истина сделает вас свободными» (Ин. 8:32), (нем. Wahrheit macht frei).

## Использование нацистами
В 1928 году правительство Веймарской республики использовало фразу в качестве лозунга для большой программы общественных работ, нацеленной на преодоление безработицы. Когда НСДАП в 1933 году пришла к власти, она продолжила её использование.
Фраза в качестве лозунга была размещена на входе многих нацистских концентрационных лагерей — то ли в насмешку, то ли для придания ложной надежды. Несмотря на то, что использование надписей подобного типа над входами в различные учреждения было распространённым явлением в Германии, конкретно этот девиз размещался по приказу генерала войск СС Теодора Эйке, руководителя системы концлагерей Германии, второго коменданта концлагеря Дахау.

В произведении «Королевство Освенцим» Отто Фридрих писал о Рудольфе Хёссе, рассказывая о его решении разместить данную фразу на видном месте у входа в Освенцим:
Он, кажется, задумал это не как насмешку и даже не как буквальную фразу, ложное обещание, что те, кто работали до изнеможения, в конце концов будут освобождены, а скорее как своего рода мистическое заявление о том, что самопожертвование в форме бесконечного труда само по себе приносит своего рода духовную свободу.
Знаки с надписью были размещены на видном месте в концентрационном лагере, и их постоянно видели все заключенные и персонал лагеря. Психологическое воздействие знаков на узников было огромным.

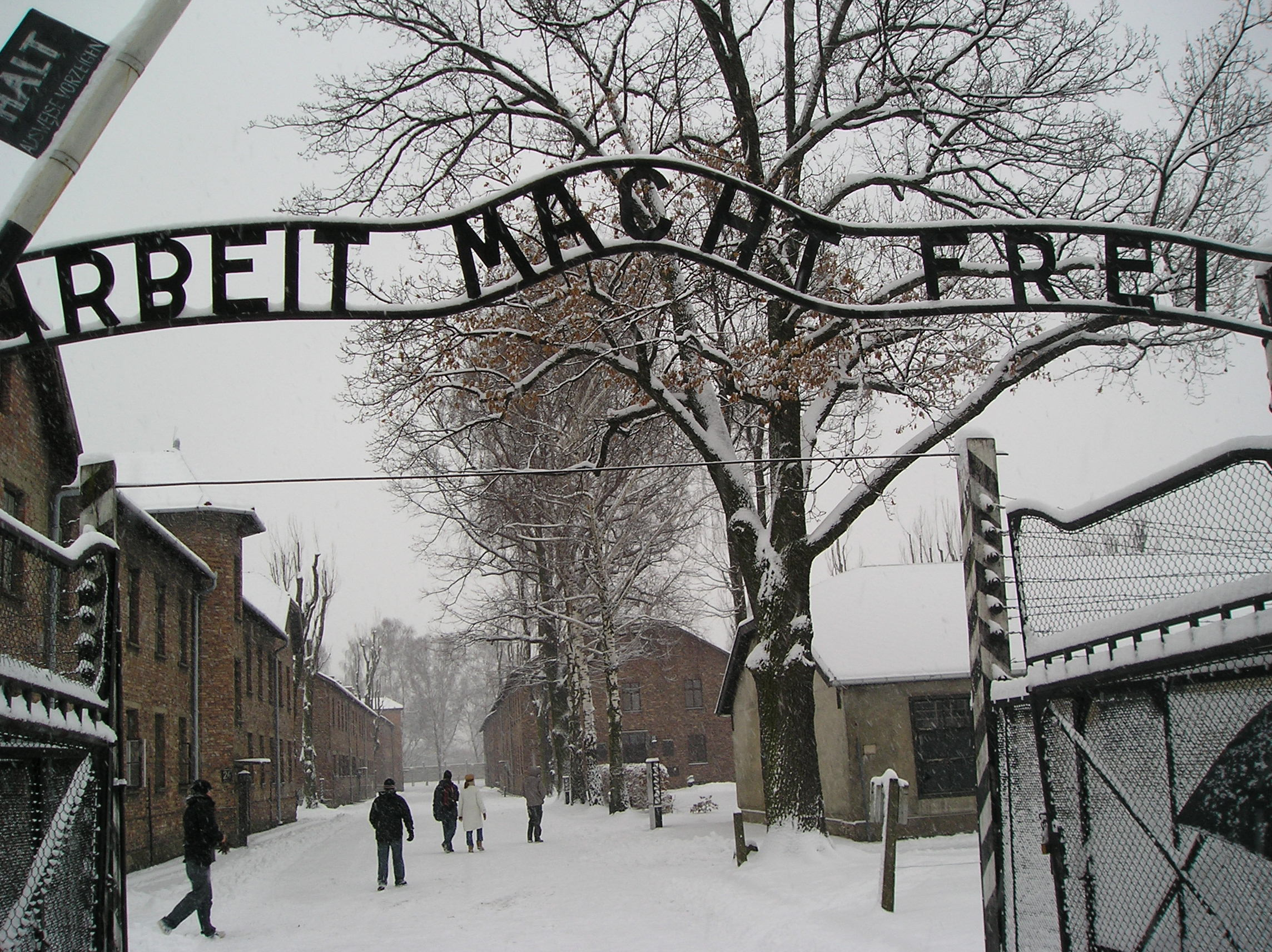
Надпись Arbeit Macht Frei в Освенциме, с перевёрнутой «B»
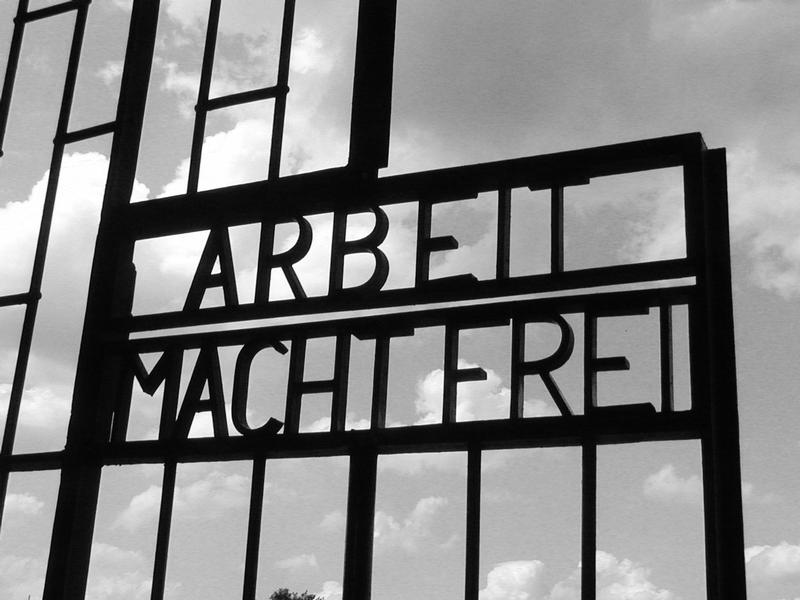
Надпись Arbeit Macht Frei на воротах концлагеря Заксенхаузен
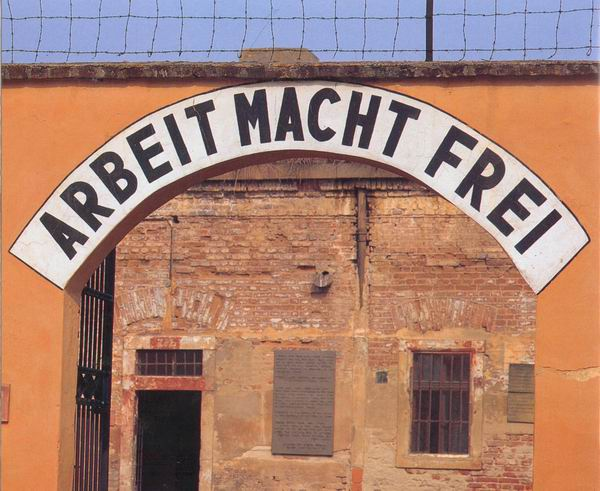
Надпись Arbeit Macht Frei в концлагере Терезин в Чехии
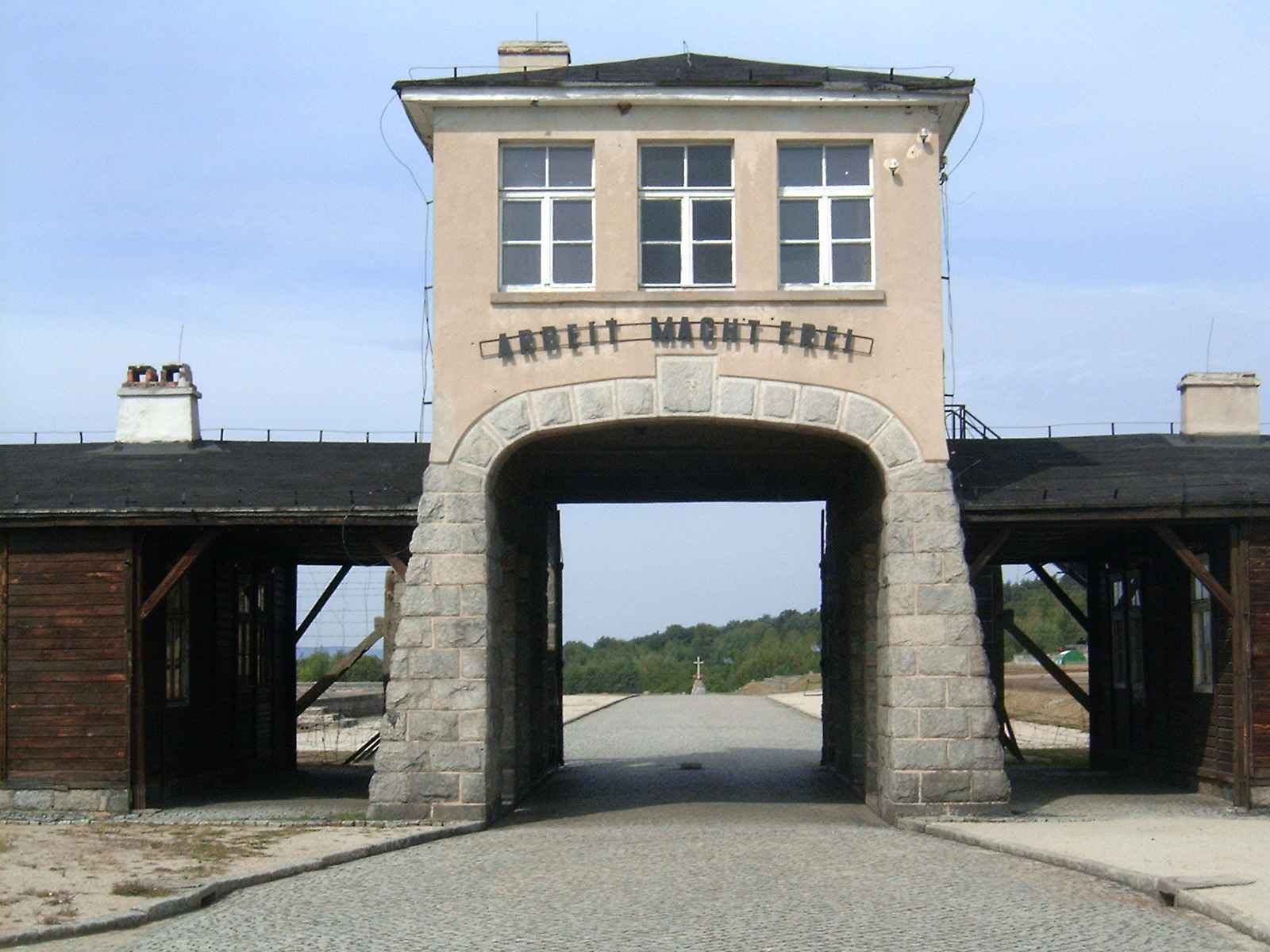
Ворота концлагеря Гросс-Розен в Польше с надписью «Arbeit Macht Frei»
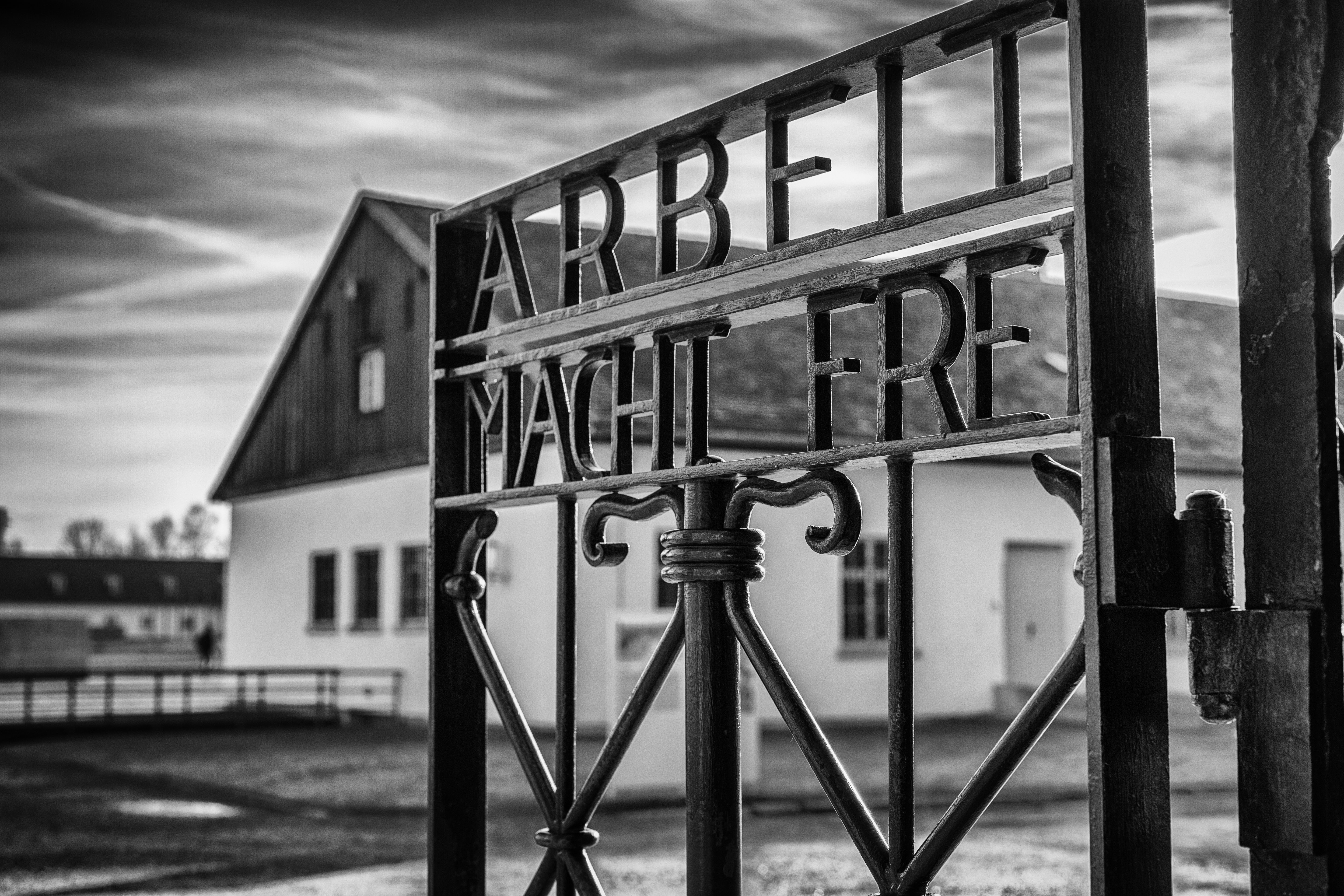
Ворота концлагеря Дахау